# Rio terà

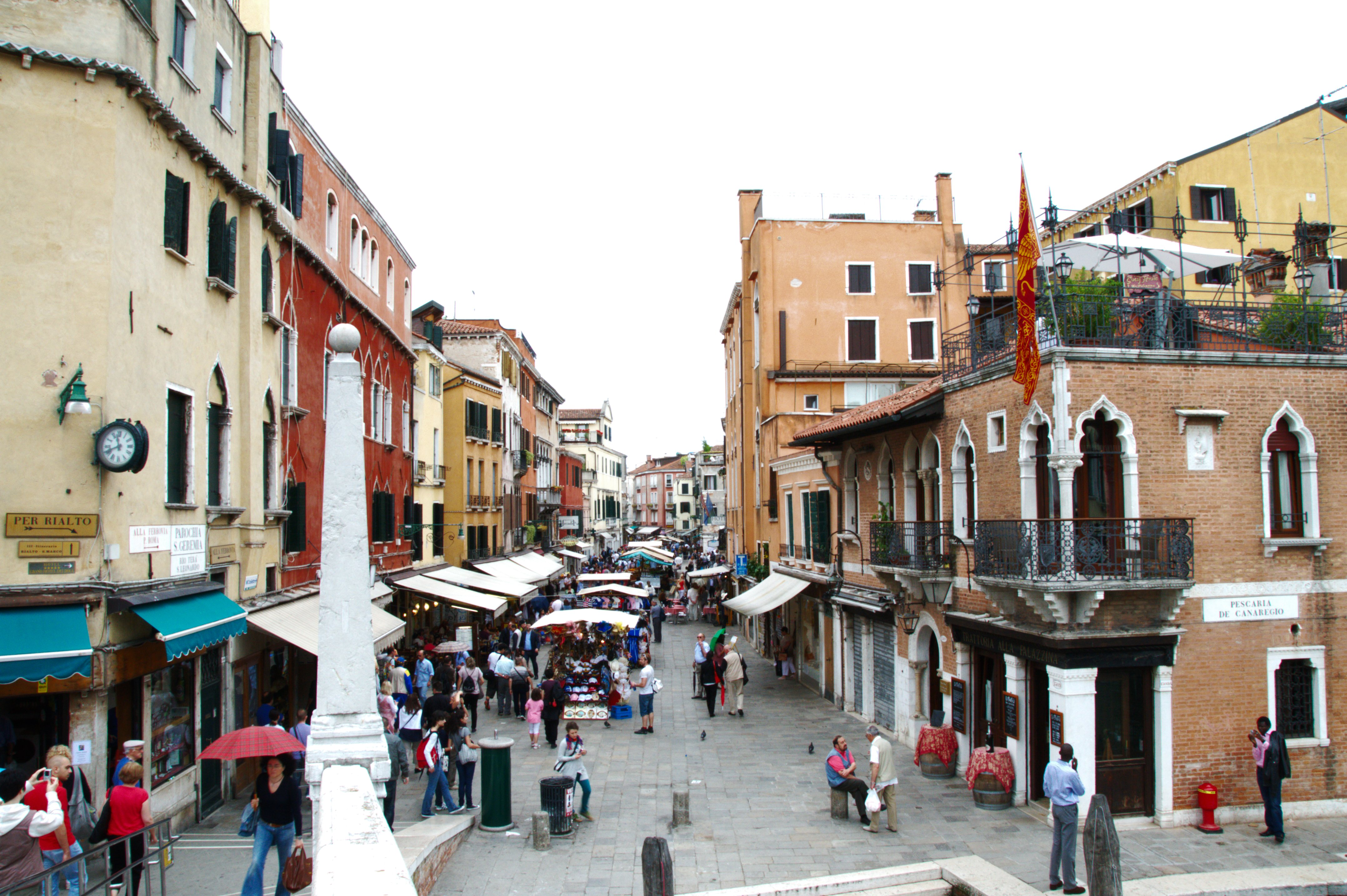
El rio terà San Leonardo en Venecia.

El rio terà (literalmente, «canal soterrado») es un elemento particular de la viabilidad de la ciudad de Venecia, Italia. Como dice su nombre, se trata de una calle peatonal obtenida mediante el soterramiento de un rio preexistente. Cuando era soterrado un estanque, un lago o una zona pantanosa, la calle recibía el nombre de piscina.
Las intervenciones de soterramiento fueron frecuentes, a veces por motivos de salubridad, pero mucho más a menudo para favorecer la viabilidad, y se realizaron desde finales del siglo xiv: el Rio Terà della Maddalena, a lo largo de la Strada Nova, cuyo soterramiento dataría de 1398, parece ser el primer ejemplo de ampliación de la viabilidad obtenido mediante este método. Sin embargo, las intervenciones principales se encuentran todas a caballo entre los siglos xviii y xix. Entre 1816 y 1866 fueron soterrados veintiocho rii.
El ejemplo más famoso de rio terà es la Via Garibaldi, en el sestiere de Castello: fue Napoleón Bonaparte quien ordenó esta intervención, que soterró parcialmente el Rio di Sant'Anna (del cual sigue al aire libre solo el último tramo hacia la basílica de San Pietro di Castello) para crear una calle monumental llamada originalmente Strada Eugenia, según algunas fuentes en honor de una de las muchas hermanas del emperador, y según otras en honor de su cuñado y virrey Eugène de Beauharnais. En torno a 1970 se presentó la propuesta de hacer que la Via Garibaldi volviera a su estado inicial de canal, propuesta que fue rechazada debido a la gran importancia que esta calle había adquirido con el paso del tiempo en la vida social de la zona.
En el curso del siglo xx las intervenciones de soterramiento de canales se limitaron a un único rio corto en el sestiere de Santa Croce (en 1966, por motivos de higiene pública) y al Rio di San Andrea (en 1933, para realizar el Piazzale Roma). Al contrario, en los años treinta de ese mismo siglo se creó el Rio Novo ensanchando rii existentes y creando un nuevo tramo ex novo, mientras que a finales de siglo, cerca del Puente de los Tres Arcos en Cannaregio, fue reabierto el tramo final del Río della Crea, que había sido soterrado en 1837.

## Lista de los principales soterramientos a partir delsigloXVIII

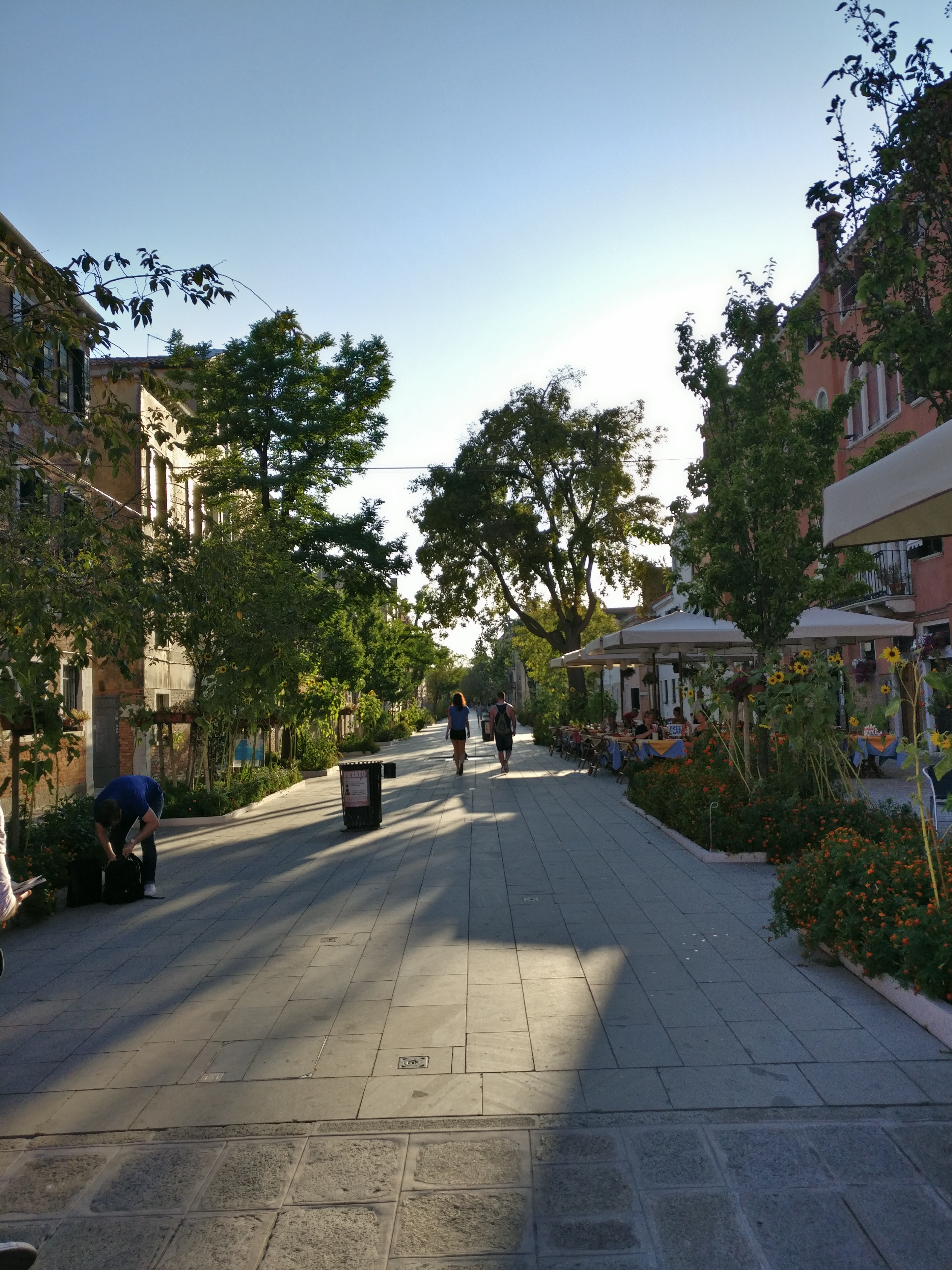
Rio Terà dei Pensieri

- 1710: Rio San Paternian (campo San Luca) (parcialmente)
- 1720: Rio della Maddalena
- 1754: Riello delle Lanze (San Gregorio)
- 1775: Rio S. Paternian (finalización)
- 1775: Rio del Persemolo (San Cassiano)
- 1776: Rio Barba Frutarol (parcialmente)
- 1776: Rio delle Carampane (Campiello del Bonomo, parcialmente)
- 1778: Rio di Riva di Biasio
- 1779: Rio dei Savoneri (San Polo)
- 1782: Rio Mandolina (entre San Beneto y Sant'Angelo)
- 1786: Rio del Bagatin y Rio San Canciano
- 1787: Rio San Leonardo
- 1798: Rio dei Assassini
- 1802-1805: Rio San Stin, Rio Parucchetta, Rio Sant'Agostin, Rio dei Nomboi, Rio dei Frari, Rio Sant'Antonio, Rio Sant'Antonin
- 1806: Rio Barba Frutarol (finalización)
- 1806: Rio dei Franceschi
- 1806: Rio Santi Apostoli
- 1807: Rio San Giuseppe
- 1810-12: Rio Sant'Anna (Via Garibaldi)
- 1817: Rio della Carità (parcialmente)
- 1818: Rio dei Do Ponti (parcialmente)
- 1828-34: Rio Ballini
- 1835-36: Rio San Nicolò
- 1837: Rio San Cosmo (Giudecca), Rio della Crea (reabierto posteriormente)
- 1838: Rio Sant'Agnese (parcialmente), actualmente Rio terà Foscarini
- 1839: Rio della Carità (finalización)
- 1840-44: Rio dei Saloni, Rio dei Catecumeni, Rio del Forner, Rio di San Silvestro (parcial), Rio delle Carampane (finalización), Rio dei Meloni
- 1844: Rio dei Sabbioni (Lista di Spagna)
- 1844: Rio delle Colonne
- 1845: Rio dell'Isola
- 1846: Rio dell'Olio, Rio del Fontego, Rio di San Silvestro (finalización), rio delle Farine, rio Molin, Rio dei Pensieri
- 1850: Rio del Cristo (San Marcuola)
- 1850: Rio Drio la Chiesa
- 1851: Rio dei Do Ponti (finalización)
- 1862: Rio del Canal
- 1863: Rio Scoassera
- 1864: Rio dell'isola (Campo Santa Margherita)
- 1865: Rio Sant'Agnese (finalización), actualmente Rio terà Foscarini
- 1867: Rio Ognissanti
- 1870: Rio della Guerra
- 1870: Rio delle Vergini
- ante 1898: Rio dei Sechi (parcialmente), Rio de la Corte Cazza, Rio di Mezzo (Malamocco)
- 1933: Rio Sant'Andrea
- 1951: Rio dei Sechi (finalización)
- 1966: Rio di San Zan degolà